# Witold Buchowski
Witold Adam Donat Buchowski (ur. 5 października 1896 w Warszawie, zm. 1976) – major piechoty Wojska Polskiego, działacz niepodległościowy, kawaler Orderu Virtuti Militari, kolekcjoner broni, w 1966 awansowany na podpułkownika przez prezydenta RP na Uchodźstwie Augusta Zaleskiego.

## Życiorys
Urodził się 5 października 1896 w Warszawie, w rodzinie Witolda Saturnina i Józefy Antoniny z Kołakowskich.
5 listopada 1920 został przydzielony do Wojskowego Instytutu Naukowo–Wydawniczego w Warszawie na stanowisko adiutanta, a później do Gabinetu Ministra Spraw Wojskowych na stanowisko referenta. Równocześnie pełnił funkcję skarbnika Zarządu Głównego Towarzystwa Wiedzy Wojskowej. 20 października 1921 został przydzielony do Oddziału IV Sztabu Generalnego w Warszawie na stanowisko referenta organizacyjnego, a później referenta rezerw materiałowych i zastępcy wojskowego komisarza pocztowego. 3 maja 1922 został zweryfikowany w stopniu kapitana ze starszeństwem od 1 czerwca 1919 i 372. lokatą w korpusie oficerów piechoty. W maju 1924 został przeniesiony do 30 pułku piechoty w Warszawie. 3 maja 1926 prezydent RP nadał mu stopień majora ze starszeństwem z dnia 1 lipca 1925 i 33. lokatą w korpusie oficerów piechoty. W tym samym miesiącu, w czasie zamachu stanu, walczył po stronie rządowej. W październiku 1926 został przeniesiony z garnizonu stołecznego do 83 pułku piechoty w Kobryniu na stanowisko dowódcy II batalionu. W kwietniu 1928 został przeniesiony do 84 pułku piechoty w Pińsku na stanowisko oficera sztabowego pułku, a później do 79 pułku piechoty w Słonimie na takie samo stanowisko. W marcu 1929 został zwolniony z zajmowanego stanowiska i oddany do dyspozycji dowódcy Okręgu Korpusu Nr IX, a z dniem 30 września tego roku przeniesiony w stan spoczynku.
Zmarł w 1976.

## Ordery i odznaczenia
- Krzyż Srebrny Orderu Wojskowego Virtuti Militari nr 6806 – 10 maja 1922[16][3]
- Krzyż Niepodległości – 8 listopada 1937 „za pracę w dziele odzyskania niepodległości”[17][18]
- Krzyż Walecznych nr 6000 czterokrotnie[19][13]
- Amarantowa wstążka – 4 czerwca 1918[19]
- Medal Pamiątkowy za Wojnę 1918–1921 – 1928[19]
- Medal Dziesięciolecia Odzyskanej Niepodległości – 1928[19]
- Miecze Hallerowskie nr 9702[19]
- Medal Zwycięstwa – 24 czerwca 1925[20][19]